# Sigaloethina endiomena
Sigaloethina endiomena är en tvåvingeart som beskrevs av Lorenzo Munari 2005. Sigaloethina endiomena ingår i släktet Sigaloethina och familjen Canacidae. Inga underarter finns listade i Catalogue of Life.